# Karabinek Valmet M82
Valmet M82 – fiński karabinek automatyczny w układzie bullpup.

## Historia konstrukcji
W 1976 roku zakłady Valmet rozpoczęły produkcję karabinka M76. Była to modernizacja fińskiej wersji karabinka AK. W tym samym czasie pojawiły się pierwsze seryjne karabinki w układzie bullpup: austriacki Steyr AUG i francuski FAMAS.
Fińska firma także postanowiła umieścić w swojej ofercie karabinek w tym układzie. W odróżnieniu od konkurencji Finowie postanowili zamiast konstruować karabinek od podstaw odpowiednio przebudować klasycznie zbudowanego Valmeta M76.
Prototyp oznaczony M 255 470 miał 90% części wymiennych z karabinkiem M76. Podstawowymi zmianami było przeniesienie mechanizmu spustowego przed magazynek (połączenie z mechanizmem uderzeniowym zapewniał długi pręt) i osadzenie komory zamkowej w kolbie połączonej z łożem i chwytem pistoletowym (ten element karabinka by w prototypie drewniany). W bocznej ściance kolby wycięto łukową szczelinę w której porusza się przełącznik rodzaju ognia. Przyrządy celownicze przesunięto w lewo. Ponieważ nie zdecydowano się na przebudowę mechanizmów wewnętrznych karabinek może być używany wyłącznie przez strzelców praworęcznych.
Na początku lat 80. wyprodukowano krótkie serie karabinków kalibru 7,62 × 39 mm i 5,56 × 45 mm. Wersja seryjna od prototypu odróżniała się nową kolbą-łożem wykonanym z tworzywa sztucznego i skróconym tłumikiem płomieni (prototyp miał urządzenie wylotowe identyczne jak M76). Karabinek był początkowo oznaczany jako M76 Short lub M76 Bullpup by ostatecznie otrzymać nazwę M82. Pomimo że próby wykazały dobrą celność i wyważenie karabinks M82 nie został on zamówiony przez żadną armię.
W 1983 roku firma Valmet rozpoczęła sprzedaż na rynku amerykańskim wersji samopowtarzalnej karabinka M82. Karabinek sprzedawał się jednak słabo i dlatego po wyprodukowaniu i sprzedaniu ok. 2000 egzemplarzy produkcję zakończono w 1986 roku.

## Opis konstrukcji
Karabinek Valmet M82 jest indywidualną bronią samoczynno-samopowtarzalną zbudowaną w układzie bullpup. Zasada działania oparta na wykorzystaniu energii gazów prochowych odprowadzanych przez boczny otwór lufy. Ryglowanie przez obrót zamka w lewo (dwa rygle). Mechanizm spustowy umożliwia strzelanie ogniem pojedynczym i seriami. Przełącznik rodzaju ognia połączony z bezpiecznikiem ma postać występu poruszającego się w wycięciu na prawym boku kolby. Zasilanie z dwurzędowych magazynków łukowych o pojemności 30 naboi. Otwarte, mechaniczne przyrządy celownicze (przesunięte na lewą stronę komory zamkowej). Lufa zakończona tłumikiem płomieni z dwoma otworami.